# Marco van Ginkel
Marco van Ginkel (Amersfoort, 1 december 1992) is een Nederlands voetballer die doorgaans als middenvelder speelt. Hij tekende in februari 2025 een contract bij Boavista. Van Ginkel debuteerde in 2012 in het Nederlands voetbalelftal.
Na een succesvolle beginperiode bij Vitesse, werd zijn buitenlandse carrière geteisterd door blessures. Hoewel jarenlang in loondienst bij Chelsea, voetbalde Van Ginkel het grootste deel van deze periode als huurspeler voor PSV, waar hij de meeste bekendheid verwierf en vijf prijzen won. Daarnaast werd hij verhuurd aan AC Milan en Stoke City, maar door aanhoudend blessureleed kwam hij daar minder uit de verf. 

## Clubcarrière

### Vitesse
Van Ginkel begon met voetballen in de jeugd bij De Valleivogels in Scherpenzeel en ging op tienjarige leeftijd naar de jeugdopleiding van Vitesse. Van Ginkel doorliep zijn verdere opleiding bij Vitesse en bereikte het Nederlands team onder 15.
Op 9 april 2010 maakte hij als eerstejaars A-junior op zeventienjarige leeftijd zijn debuut in de Eredivisie als invaller in de met 4-1 verloren uitwedstrijd tegen RKC Waalwijk. Op 14 april pakte Van Ginkel ook al zijn minuten mee toen hij mocht invallen tegen NAC Breda. Op 18 april maakte hij zijn debuut in de basis tegen Roda JC Kerkrade. Zijn eerste doelpunt in het betaalde voetbal maakte Van Ginkel op 14 augustus 2010 in een uitwedstrijd tegen Ajax.
Bij aanvang van het seizoen 2010/11 werd bij Van Ginkel na onderzoek de ziekte van Pfeiffer geconstateerd. Hierdoor was hij voor korte tijd uitgeschakeld. In het seizoen 2011/12 groeide hij uit tot vaste waarde bij de Arnhemse club.
Van Ginkel speelde in dienst van de Arnhemse club voor het eerst in zijn carrière in de UEFA Europa League. Hierin debuteerde hij op 19 juli 2012, toen hij in de basisopstelling begon tijdens de eerste van twee wedstrijden in de tweede kwalificatieronde van het toernooi, uit tegen Lokomotiv Plovdiv. De wedstrijd eindigde in 4-4.
Van Ginkel won op 13 mei 2013 de prijs voor Nederlands Talent van het Jaar, de Johan Cruijff Prijs. Tevens werd Van Ginkel in het seizoen 2012/'13 Gelders voetballer van het jaar en eindigde hij als beste Nederlander in het klassement Nederlands voetballer van het jaar.

### Chelsea
Op 5 juli 2013 tekende Van Ginkel een vijfjarig contract bij Chelsea. Hij maakte zijn officieuze debuut voor Chelsea op woensdag 17 juli tijdens een 1-0-overwinning in de oefenwedstrijd tegen Singha All-Stars. Op 18 augustus maakte Van Ginkel zijn officiële debuut voor Chelsea, als invaller voor Oscar in eerste competitieronde tegen Hull City. Op 24 september viel hij geblesseerd uit in een League Cup-duel tegen Swindon Town. Achteraf bleek dat zijn voorste kruisband volledig was afgescheurd, waardoor hij een half seizoen buiten strijd was.
Na de verkoop van Christian Eriksen en een langdurige blessure van Siem de Jong had Ajax tevergeefs geprobeerd Van Ginkel binnen te halen, zo bevestigde trainer-coach Frank de Boer in het televisieprogramma College Tour. Op vrijdag 21 maart 2014 maakte Van Ginkel zijn rentree. Hij deed dat in het onder 21-elftal van de club uit Londen.
Op 26 juni 2020 verlengde Van Ginkel zijn aflopende contract weer met een jaar tot 30 juni 2021.

### Verhuur aan AC Milan
Op 1 september 2014 kondigde AC Milan aan dat Van Ginkel op huurbasis zou aansluiten voor het seizoen 2014/15; Van Ginkel begon op de bank tegen Parma op 14 september 2014. Op 23 september maakte Van Ginkel zijn debuut voor AC Milan tegen Empoli, maar al na 34 minuten moest hij het veld verlaten ten gevolge van een enkelblessure.
Na zijn blessure zat van Ginkel weer bij de selectie van Milan als bankzitter. Op 30 november 2014 was Van Ginkel fit genoeg om in de basis te starten. Tegen Udinese speelde Van Ginkel bijna de hele wedstrijd, hij werd vervangen door Riccardo Montolivo in de 89e minuut; de uiteindelijke score was 2-0 voor AC Milan. In de volgende wedstrijd werd Van Ginkel weer op de bank gezet.
Van Ginkel raakte tijdens een training wederom geblesseerd aan de enkel waardoor hij voor twee maanden was uitgeschakeld. Op 24 januari 2015 keerde Van Ginkel terug op het veld tegen Lazio, hij kwam in de ploeg in de 55e minuut. Op 9 mei maakte hij zijn eerste competitiedoelpunt voor AC Milan. Dit was zijn eerste competitiegoal in ruim twee jaar tijd.

### Verhuur aan Stoke City
Chelsea verhuurde Van Ginkel in juli 2015 voor een jaar aan Stoke City, de nummer negen van de Premier League in het voorgaande seizoen. Hier kwam hij te spelen met onder andere landgenoten Erik Pieters en Ibrahim Afellay. Van Ginkel begon de eerste zes speelronden van de competitie als basisspeler, maar raakte die positie daarna kwijt. Op twee basisplaatsen in december na, fungeerde hij tot en met januari 2016 vervolgens als wisselspeler bij Stoke. Wel speelde hij in januari nog twee volledige wedstrijden in de FA Cup en twee (waarvan één helemaal) in de League Cup voor de club.

### Verhuur aan PSV
Chelsea verhuurde Van Ginkel op 1 februari 2016 voor een half jaar aan PSV, op dat moment de koploper in de Eredivisie. Hier kwam hij te spelen met onder anderen Davy Pröpper, zijn voormalige teamgenoot bij Vitesse. Van Ginkel debuteerde drie dagen na zijn komst voor PSV. Tijdens een wedstrijd in de kwartfinale van de KNVB beker thuis tegen FC Utrecht kreeg hij een basisplaats, als vervanger van de geblesseerde Andrés Guardado. PSV verloor met 1-3. Van Ginkel maakte weer drie dagen later zijn competitiedebuut voor PSV, eveneens tegen FC Utrecht, ditmaal uit. Hij maakte daarbij ook zijn eerste doelpunt voor de Eindhovense ploeg, die hij in de 21ste minuut op 0-2 schoot. Dat was tevens de eindstand. Van Ginkel bleef ook na de terugkeer van Guardado gedurende de rest van zijn huurperiode bij PSV basisspeler. Hij speelde in dienst van de Eindhovense club voor het eerst in zijn carrière in de Champions League. Hierin debuteerde hij op woensdag 24 februari 2016, toen hij in de basisopstelling begon tijdens de eerste van twee wedstrijden in de achtste finales van het toernooi, thuis tegen Atlético Madrid. De wedstrijd eindigde in 0-0. Van Ginkel werd op 8 mei 2016 landskampioen met PSV. De club begon aan de laatste speelronde van het seizoen met evenveel punten als Ajax, maar met een doelsaldo dat zes doelpunten minder was. PSV won die dag vervolgens met 1-3 uit bij PEC Zwolle, terwijl Ajax uit bij De Graafschap met 1-1 gelijkspeelde.
Na afloop van zijn halve seizoen bij PSV liet Van Ginkel zich in augustus 2016 opereren aan een knieblessure. Hij keerde in oktober 2016 terug op het veld, in het beloftenelftal van Chelsea. Van Ginkel verlengde op 31 december 2016 zijn contract bij de Engelse club tot medio 2019. Chelsea verhuurde hem diezelfde dag opnieuw voor een halfjaar aan PSV. Ook ditmaal scoorde hij in zijn eerste competitiewedstrijd voor de Eindhovense club, nu het openingsdoelpunt in een met 2–0 gewonnen duel thuis tegen Excelsior. Het was zijn eerste van in deze periode zeven doelpunten in vijftien competitiewedstrijden voor PSV, waaronder twee tegen Willem II. Van Ginkel eindigde dit seizoen met PSV op de derde plaats in de Eredivisie.
Van Ginkel verlengde op 16 juli 2017 zijn contract bij Chelsea tot medio 2020. PSV huurde hem hierop voor de derde keer van de Engelse club, ditmaal voor een jaar. Van Ginkel begon op 27 juli 2017 voor het eerst aan een wedstrijd als aanvoerder van de ploeg uit Eindhoven. Hij verloor die dag met PSV in derde voorronde van de Europa League thuis met 0–1 van NK Osijek. In de competitie ging het beter. Van Ginkel werd dat seizoen voor de tweede keer landskampioen met PSV door in Eindhoven met 3-0 van Ajax te winnen. Hij eindigde dat seizoen met veertien competitiegoals, een persoonlijk record.
Van Ginkel werd in juli 2018 opnieuw geopereerd aan zijn rechterknie. Hierbij kreeg hij een nieuwe voorste kruisband waardoor hij het hele seizoen 2018/19 miste. Door vertraging in zijn herstel kon hij de training pas in november 2019 hervatten. Op 6 oktober 2020 werd bekendgemaakt dat Van Ginkel opnieuw een seizoen op huurbasis bij PSV gaat spelen.

### PSV
In de zomer van 2021 maakte Van Ginkel definitief de overstap naar PSV. Onder trainer Roger Schmidt speelde hij aan het begin als basisspeler, maar raakte die basisplaats uiteindelijk kwijt. Op 7 augustus 2021 won hij met PSV de Johan Cruijff Schaal, door Ajax met 4–0 te verslaan. Van Ginkel speelde uiteindelijk in de competitie in het seizoen 2021/22 23 wedstrijden, waarin hij eenmaal wist te scoren. Hij stond daarvan dertien keer in de basis maar speelde slechts één keer de gehele wedstrijd uit. Op 17 april 2022 won hij met PSV de KNVB Beker, door wederom Ajax te verslaan (2–1).
In de zomer van 2022 vertrok Schmidt en werd Ruud van Nistelrooy de nieuwe hoofdtrainer van de club uit Eindhoven. Onder hem kon Van Ginkel geen basisplaats veroveren, wat ook mede door een blessure kwam. Na negentien speelrondes stond de middenvelder op slechts één invalbeurt in de Eredivisie. 

### Terugkeer bij Vitesse
Op 31 januari 2023 maakte Van Ginkel de overstap van PSV naar Vitesse, waarmee hij na 9,5 jaar terugkeerde bij de club uit Arnhem. Hij kwam daar samen te spelen met oud-teamgenoot Davy Pröpper en had oud-PSV trainer Phillip Cocu als hoofdtrainer. Van Ginkel tekende er een contract tot medio 2024. Hij speelde tot het einde van het seizoen dertien wedstrijden, was goed voor twee goals en twee assists en was eenmaal aanvoerder. 
Na de zomer werd hij de nieuwe aanvoerder van Vitesse en scoorde hij tweemaal in zijn eerste twee wedstrijden van het seizoen. Vitesse had echter enorm moeite met scoren. Omdat Van Ginkel als enige doelpunten maakte, werd hij halverwege het seizoen als spits ingezet. Hij werd met zeven goals clubtopscorer dat seizoen, maar kon niet voorkomen dat Vitesse degradeerde uit de Eredivisie. Het haalde zes punten, mede door een puntenaftrek van achttien punten, wat een negatief record in de Eredivisie werd. 

### Boavista
Op 11 februari 2025 tekende Van Ginkel, na een halfjaar zonder club te hebben gezeten, voor de rest van het seizoen bij het Portugese Boavista. Dat stond op dat moment onderaan in de Portugese competitie. Drie dagen later maakte hij tegen Estrela Amadora zijn debuut voor de club. Op 9 maart scoorde hij tegen Vitoria Guimaraes zijn eerste en enige doelpunt voor de club, maar hij degradeerde voor het tweede seizoen op rij met zijn werkgever.

## Clubstatistieken
| Seizoen | Club         | Competitie     | Competitie | Competitie | Competitie | Beker | Beker | Beker | Overig | Overig | Overig | Totaal | Totaal | Totaal |
| Seizoen | Club         | Competitie     | Wed.       | Dlp.       | Ass.       | Wed.  | Dlp.  | Ass.  | Wed.   | Dlp.   | Ass.   | Wed.   | Dlp.   | Ass.   |
| ------- | ------------ | -------------- | ---------- | ---------- | ---------- | ----- | ----- | ----- | ------ | ------ | ------ | ------ | ------ | ------ |
| 2009/10 | Vitesse      | Eredivisie     | 4          | 0          | 0          | 0     | 0     | 0     | —      | —      | —      | 4      | 0      | 0      |
| 2010/11 | Vitesse      | Eredivisie     | 26         | 5          | 3          | 2     | 0     | 0     | —      | —      | —      | 28     | 5      | 3      |
| 2011/12 | Vitesse      | Eredivisie     | 34         | 5          | 3          | 4     | 1     | 0     | —      | —      | —      | 38     | 6      | 3      |
| 2012/13 | Vitesse      | Eredivisie     | 33         | 8          | 10         | 4     | 1     | 2     | 4      | 3      | 0      | 41     | 12     | 12     |
| 2013/14 | Chelsea      | Premier League | 2          | 0          | 0          | 1     | 0     | 0     | 1      | 0      | 0      | 4      | 0      | 0      |
| 2014/15 | → AC Milan   | Serie A        | 17         | 1          | 3          | 1     | 0     | 0     | —      | —      | —      | 18     | 1      | 3      |
| 2015/16 | → Stoke City | Premier League | 17         | 0          | 0          | 4     | 0     | 0     | —      | —      | —      | 21     | 0      | 0      |
| 2015/16 | → PSV        | Eredivisie     | 13         | 8          | 1          | 1     | 0     | 0     | 2      | 0      | 0      | 16     | 8      | 1      |
| 2016/17 | → PSV        | Eredivisie     | 15         | 7          | 4          | 0     | 0     | 0     | —      | —      | —      | 15     | 7      | 4      |
| 2017/18 | → PSV        | Eredivisie     | 28         | 14         | 4          | 3     | 2     | 1     | 2      | 0      | 0      | 33     | 16     | 5      |
| 2018/19 | Chelsea      | Premier League | 0          | 0          | 0          | 0     | 0     | 0     | —      | —      | —      | 0      | 0      | 0      |
| 2019/20 | Chelsea      | Premier League | 0          | 0          | 0          | 0     | 0     | 0     | —      | —      | —      | 0      | 0      | 0      |
| 2020/21 | → PSV        | Eredivisie     | 11         | 1          | 1          | 0     | 0     | 0     | 1      | 0      | 0      | 12     | 1      | 1      |
| 2021/22 | PSV          | Eredivisie     | 23         | 1          | 1          | 4     | 0     | 1     | 11     | 1      | 1      | 38     | 2      | 3      |
| 2022/23 | PSV          | Eredivisie     | 1          | 0          | 0          | 0     | 0     | 0     | 3      | 0      | 0      | 4      | 0      | 0      |
| 2022/23 | Vitesse      | Eredivisie     | 13         | 2          | 2          | 0     | 0     | 0     | —      | —      | —      | 13     | 2      | 2      |
| 2023/24 | Vitesse      | Eredivisie     | 30         | 7          | 2          | 2     | 0     | 0     | —      | —      | —      | 32     | 7      | 2      |
| 2024/25 | Boavista     | Primeira Liga  | 11         | 1          | 1          | 0     | 0     | 0     | —      | —      | —      | 11     | 1      | 1      |
| TOTAAL  | TOTAAL       | TOTAAL         | 278        | 60         | 35         | 26    | 4     | 4     | 24     | 4      | 1      | 328    | 68     | 40     |

Bijgewerkt t/m 2 juni 2025.

## Interlandcarrière
Bondscoach Louis van Gaal riep Van Ginkel op 9 november 2012 voor het eerst op voor het Nederlands voetbalelftal. Hij maakte vijf dagen later zijn interlanddebuut, in een vriendschappelijke wedstrijd thuis tegen Duitsland (0-0). Hij viel die dag in de 59ste minuut in voor Ibrahim Afellay. Van Ginkel speelde op 14 augustus 2013 zijn tweede interland (tegen Portugal), maar raakte daarna uit beeld bij Oranje. Het duurde vervolgens 31 maanden tot hij op 29 maart 2016 onder Danny Blind terugkeerde in het Nederlands elftal, tegen Engeland.
| Interlands van Marco van Ginkel voor Nederland | Interlands van Marco van Ginkel voor Nederland | Interlands van Marco van Ginkel voor Nederland | Interlands van Marco van Ginkel voor Nederland | Interlands van Marco van Ginkel voor Nederland | Interlands van Marco van Ginkel voor Nederland | Interlands van Marco van Ginkel voor Nederland |
| №                                              | Datum                                          | Wedstrijd                                      | Uitslag                                        | Competitie                                     | Goals                                          |                                                |
| Als speler bij Vitesse                         | Als speler bij Vitesse                         | Als speler bij Vitesse                         | Als speler bij Vitesse                         | Als speler bij Vitesse                         | Als speler bij Vitesse                         | Als speler bij Vitesse                         |
| ---------------------------------------------- | ---------------------------------------------- | ---------------------------------------------- | ---------------------------------------------- | ---------------------------------------------- | ---------------------------------------------- | ---------------------------------------------- |
| 1                                              | 14 november 2012                               | Nederland – Duitsland                          | 0 – 0                                          | Vriendschappelijk                              | 0                                              |                                                |
| Als speler bij Chelsea                         |                                                |                                                |                                                |                                                |                                                |                                                |
| 2                                              | 14 augustus 2013                               | Portugal – Nederland                           | 1 – 1                                          | Vriendschappelijk                              | 0                                              |                                                |
| Als speler bij → PSV                           |                                                |                                                |                                                |                                                |                                                |                                                |
| 3                                              | 29 maart 2016                                  | Engeland – Nederland                           | 1 – 2                                          | Vriendschappelijk                              | 0                                              |                                                |
| 4                                              | 27 mei 2016                                    | Ierland – Nederland                            | 1 – 1                                          | Vriendschappelijk                              | 0                                              |                                                |
| 5                                              | 1 juni 2016                                    | Polen – Nederland                              | 1 – 2                                          | Vriendschappelijk                              | 0                                              |                                                |
| 6                                              | 4 juni 2016                                    | Oostenrijk – Nederland                         | 0 – 2                                          | Vriendschappelijk                              | 0                                              |                                                |
| 7                                              | 3 september 2017                               | Nederland – Bulgarije                          | 3 – 1                                          | Kwalificatie WK 2018                           | 0                                              |                                                |
| 8.                                             | 14 november 2017                               | Roemenië – Nederland                           | 0 – 3                                          | Vriendschappelijk                              | 0                                              |                                                |

## Erelijst
| Eredivisie           | 2x | 2015/16, 2017/18 |
| Johan Cruijff Schaal | 2x | 2021, 2022       |
| KNVB Beker           | 1x | 2021/22          |

## Trivia
Van Ginkels vader Alex van Ginkel speelde in het seizoen 1987/88 betaald voetbal voor FC Utrecht.